# Список умерших в 974 году
В этой статье представлен список известных людей, умерших в 974 году.
См. также: Категория:Умершие в 974 году

## Март
- 7 марта — святой Жан де Горз — лотарингский монах и дипломат

## Апрель
- 25 апреля — Ратер Веронский — учитель, писатель и епископ

## Июнь
- июнь — Бенедикт VI — папа римский (973—974)

## Точная дата смерти неизвестна
- Аль-Кади ан-Нуман — исмаилитский юрист и официальный историк Фатимидского халифата.
- Абу Али Балами — саманидский историк и писатель
- Аль-Мути Лиллах — Багдадский халиф (946—974) из династии Аббасидов
- Домн II — антипапа во время понтификата Бенедикта VI
- Морган Старый — король Гливисинга (930—974), король Гвента (942—955)